# Ligne T14 du métro de Stockholm

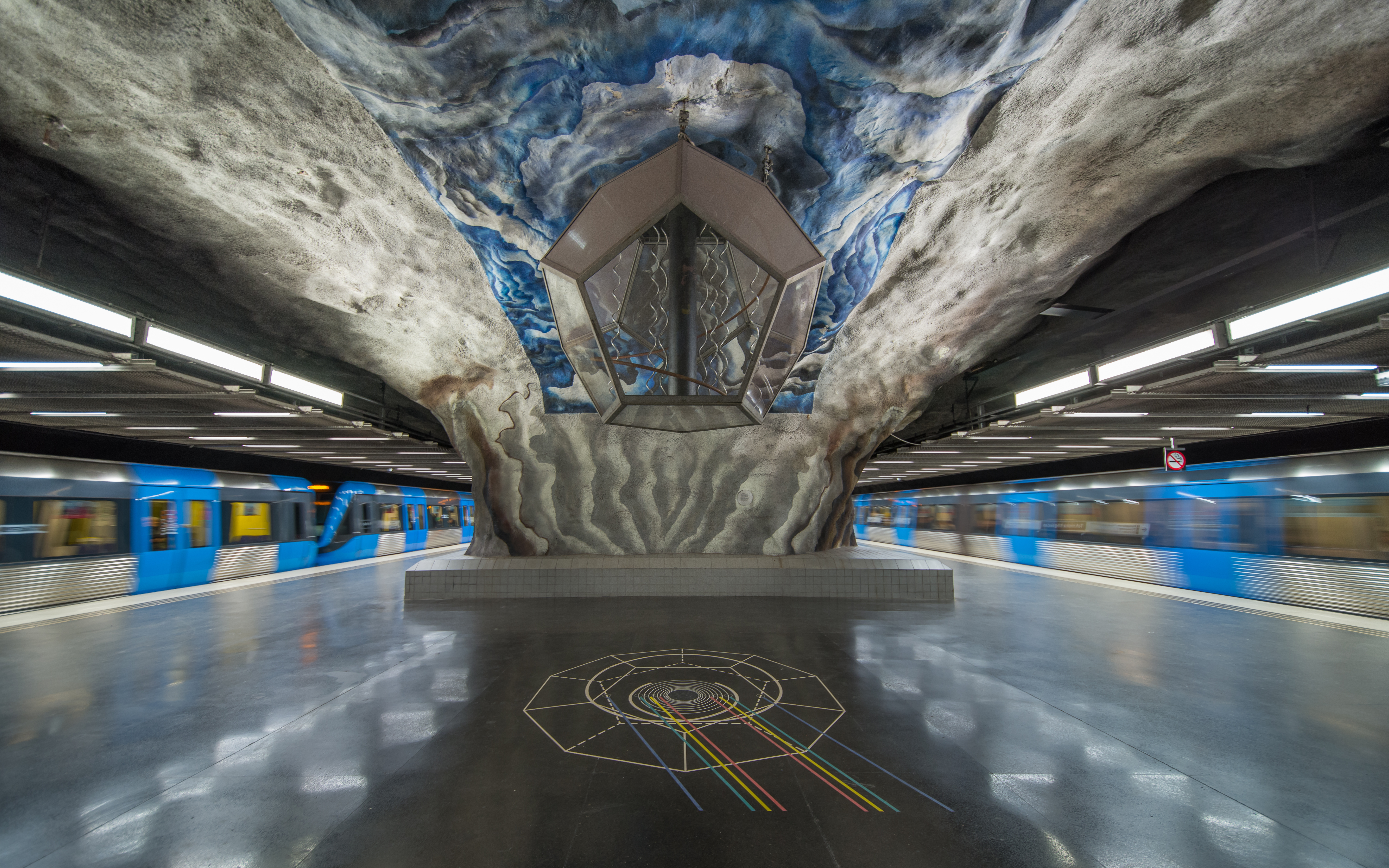
La station Tekniska högskolan.

La ligne T14 est une ligne du métro de Stockholm, en Suède.
Elle comporte 19 stations. Il s'agit de l'une des branches de la ligne rouge, avec la ligne T13.

## Tracé et stations

### Liste des stations
| Station            | Correspondance               | Inauguration |
| ------------------ | ---------------------------- | ------------ |
| Mörby centrum      |                              | 1978         |
| Danderyds sjukhus  |                              | 1978         |
| Bergshamra         |                              | 1978         |
| Universitetet      |                              | 1975         |
| Tekniska högskolan |                              | 1973         |
| Stadion            |                              | 1973         |
| Östermalmstorg     | T13                          | 1965         |
| T-Centralen        | T10, T11, T13, T17, T18, T19 | 1957         |
| Gamla stan         | T13, T17, T18, T19           | 1957         |
| Slussen            | T13, T17, T18, T19           | 1950         |
| Mariatorget        | T13                          | 1964         |
| Zinkensdamm        | T13                          | 1964         |
| Hornstull          | T13                          | 1964         |
| Liljeholmen        | T13                          | 1964         |
| Midsommarkransen   |                              | 1964         |
| Telefonplan        |                              | 1964         |
| Hägerstensåsen     |                              | 1964         |
| Västertorp         |                              | 1964         |
| Fruängen           |                              | 1964         |

## Exploitation
La ligne est exploitée par Storstockholms Lokaltrafik, l'autorité organisatrice des transports publics de Stockholm.